# José Ángel Ascunce
José Ángel Ascunce Arrieta (San Sebastián, 1946-5 de febrero de 2020) fue un catedrático emérito de la Universidad de Deusto, especializado en los estudios de la cultura española contemporánea y en el Siglo de Oro español, con especial incidencia en los estudios cervantinos.
La cultura del exilio de 1936-1939 fue también una de sus áreas de investigación. Se desempeñó como presidente e impulsor de la Asociación Hamaika Bide, entidad de carácter universitario, y fue autor de numerosos libros y artículos sobre los temas de su especialización. En 2000 creó y dirigió la Editorial Saturraran en la que se han publicado más de treinta obras relacionadas sobre todo con la temática del exilio. Su labor fue imprescindible a la hora de recuperar figuras como Ernestina de Champourcin, Cecilia García de Guilarte, Eugenio Ímaz, Teodoro Olarte, Ertze Garamendi, Cástor Narvarte o Justo Gárate...

## Biografía
Fue el cuarto hijo de una familia numerosa. Realizó sus primeros estudios en un colegio de la Parte Vieja de San Sebastián, el colegio de Los Ángeles. Ingresó en el Seminario Diocesano de la citada ciudad, donde permaneció hasta iniciar los estudios de filosofía. Abandonados estos, cursó la licenciatura en lenguas románicas en la Universidad de Deusto, en su sede de San Sebastián, y el doctorado en la Universidad Autónoma de Madrid, donde presentó su tesis doctoral La poesía profética de León Felipe.
Se incorporó como profesor de literatura española en la Universidad de Deusto en San Sebastián, en 1975. Fue decano de la Facultad de Filosofía y Letras desde 1984 hasta 1988. Desde sus primeros años de docencia, profundizó en los estudios sobre el exilio cultural de 1936, especialmente sobre el exilio cultural vasco. Creó un grupo de trabajo que, al cabo de los años, se organizó como asociación, Hamaika Bide (2000). En ese mismo año creó junto con su esposa, la profesora María Luisa San Miguel, la Editorial Saturraran, especializada en temas del exilio. La editorial cerró sus puertas en 2010. Residía en su ciudad natal, dedicado al estudio y a la investigación. En 2014 leyó su tesis de doctorado en sociología en la Universidad Complutense de Madrid.

## Obra

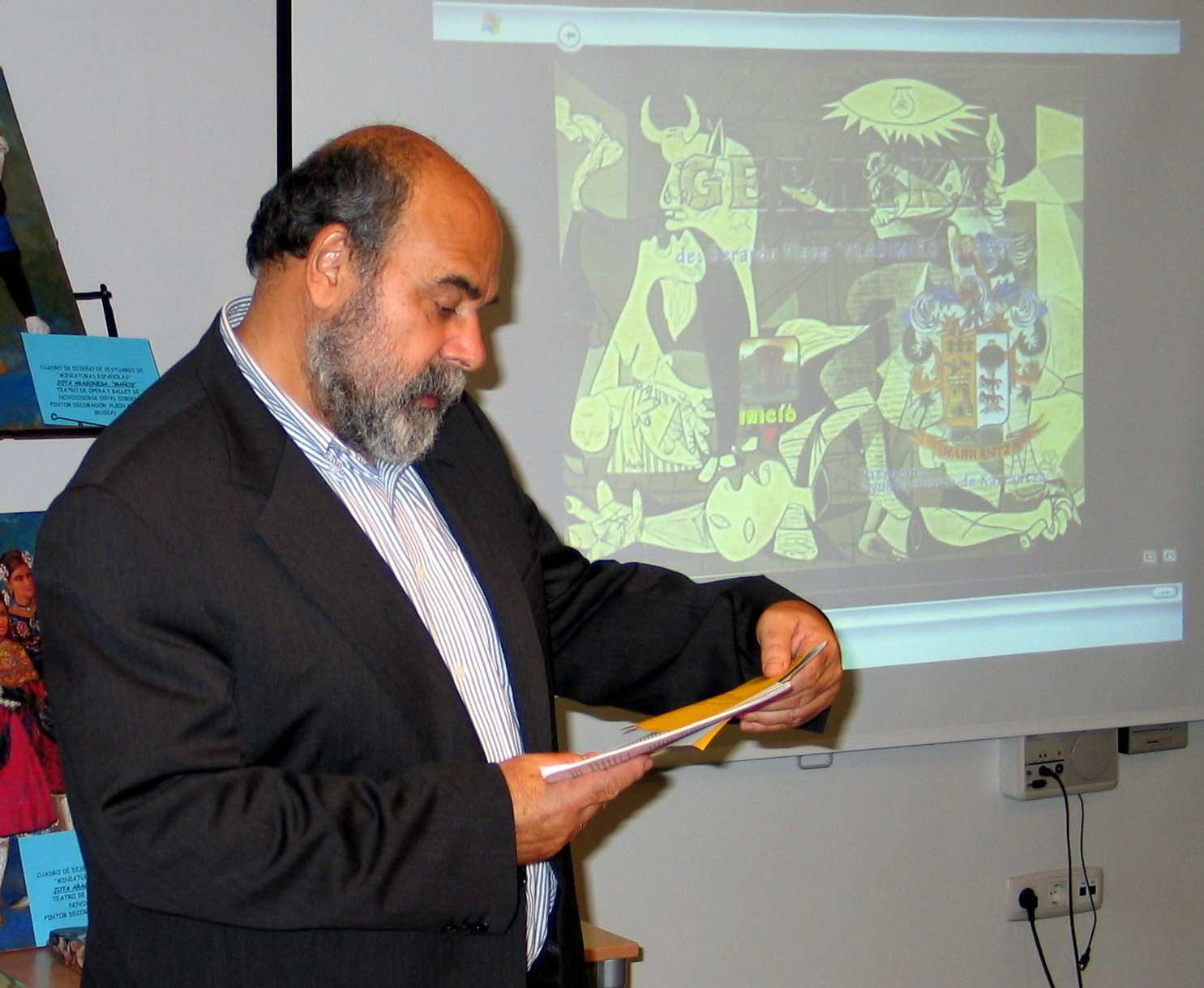
El profesor Ascunce ha impartido decenas de conferencias en Europa y América.

### Libros
- La poesía profética de León Felipe. San Sebastián: Universidad de Deusto,1987. ISBN 84-404-0809-9 472 p.
- Cómo leer a Blas de Otero Gijón: Júcar, 1990. 186 p. ISBN 84-334-0803-8 186 p.
- Topías y utopías de Eugenio Ímaz. Historia de un exilio. Barcelona: Anthropos, 1991. ISBN 84-7658-316-8 238 p.
- Los quijotes del Quijote. Historia de una aventura creativa. Kassel: Ed. Reichenberger, 1997. ISBN 3-931887-13-8 547 p.
- Justo Garate Arriola, San Sebastián, Editorial Eusko-Ikaskuntza, 2000, ISBN 84-6419-961-4, 125 p.
- León Felipe. Trayectoria poética, México-Madrid, Editorial Fondo de Cultura Económica, 2000, ISBN 84-375-0490-2, 316 p.
- San Sebastián, ciudad cultural (1936-1940), San Sebastián, Monográficas Mitxelena, 2000, D.L. SS-1354-99, 226 pp.
- Bernardo Atxaga. Los demonios personales de un escritor, San Sebastián, Editorial Saturraran , 2000, ISBN 84-931339-0-6, 192 pp.
- Mítica y cultura del exilio vasco: Ignacio de Loyola y Francisco Javier (En colab. Marién Nieva), San Sebastián, Universidad de Deusto, 2004, ISBN 84-7485-951-4, 335 pp.
- El Quijote como tragedia y la tragedia de Don Quijote, Kassel (Alemania), Editorial Reichenberger, 2005, ISBN 3-935004-98-2, 296 pp.
- 1936ko euskal erbestealdiko antzerkia. El teatro del exilio vasco de 1936. Escrito con Idoia Gereñu y Mari Karmen Gil Fombellida. San Sebastián: Hamaika Bide, 2012. ISBN 978-84-615-8680-6 624 p.
- Renato Ozores y su teatro. Universidad de Panamá, 2014. ISBN 978-9962-05-861-8
- Sociología cultural del franquismo (1936-1975). Colección Historia Biblioteca Nueva. Madrid:Editorial Biblioteca Nueva, 2015. 536
- Exilio y Universidad (1936-1955). Presencias y realidades. (2 Vols.) (En colab.: María Luisa San Miguel y Mónica Jato). San Sebastián: Editorial Saturraran, 2008. ISBN 978-84-934455-5-3 Págs. 1330.
- Cervantes en la modernidad. (En colab: Alberto Jiménez). Kassel (Alemania): Edition Reichenberger, 2008. ISBN 978-3-937734-56-9 Págs. 332
- Raúl Guerra Garrido. El año del wólfram (Edic. José Ángel Ascunce). Madrid: Editorial Cátedra, 2010.
- Haz lo que temas" : la novelistica de Raúl Guerra Garrido. Coordinadores: José Ángel Ascunce y Alberto Rodríguez. Universidad de Deusto, 2012. ISBN 9788498303315

### Libros coordinados
- Al amor de Blas de Otero. Actas de las II Jornadas internacionales de Literatura: Blas de Otero. San Sebastián: Universidad de Deusto,1986.
- Eugenio Ímaz: hombre, obra, pensamiento. México: Fondo de Cultura Económica, 1990. 234 pp.
- Topías y utopías de Eugenio Imaz: historia de un exilio Barcelona: Anthropos, 1991.ISBN 8476583168
- Gabriel Celaya: contexto, ética y estética (1994)
- Ernestina de Champorcin. Poesía del exilio (Barcelona, 1991)
- Antología de textos literarios del exilio vasco (1994)
- Los quijotes del Quijote. Historia de una aventura creativa. Kassel: Reichenberger, 2005. 295 pp. ISBN 3-935004-98-2.
- Once ensayos en busca de un autor: Alfonso Sastre. Fuenterrabía: Hiru argitaletxea, 1999. ISBN 9788489753310.
- León Felipe. Trayectoria poética. Mexiko: Fondo de Cultura Económica, 2000. ISBN 9788437504902.
- Sesenta años después. Euskal erbestearen kultura''. Dos tomos. Coordinadores: José Ángel Ascunce, Iratxe Momoitio y Xabier Apaolaza. Donostia: Saturraran argitaletxea, 2001.
- Eugenio Ímaz: asedio a un filósofo. Coordinadores: José Ángel Ascunce y José Ramón Zabala Aguirre. San Sebastián: Saturraran argitaletxea, 2002.
- Encuentros con Martín de Ugalde. Martin Ugalde azterkisun. Coordinadores: José Ángel Ascunce, Xabier Apaolaza y Marien Nieva. San Sebastián: Saturraran argitaletxea, 2003. ISBN 9788493133993.
- Los hijos del exilio vasco: arraigo o desarraigo. Coordinadores: Jose Angel Ascunce y María Luisa San Miguel. San Sebastián: Saturraran argitaletxa, 2004.
- Cervantes en la modernidad. Kassel: Reichenberg Ediciones, 2008. ISBN 9783937734569.
- Exilio y Universidad (1936-1955). Dos tomos. Coordinadores: José Ángel Ascunce, María Luisa San Miguel y Mónica Jato. San Sebastián: Saturraran argitaletxea, 2008.
- El exilio: debate para la historia y la cultura. San Sebastián: Saturraran, 2008.
- Raúl Guerra Garrido. El año del wólfram. Madrid: Cátedra, 2010.
- Haz lo que temas" : la novelistica de Raúl Guerra Garrido. Coordinadores: José Ángel Ascunce y Alberto Rodríguez. Universidad de Deusto, 2012.ISBN 9788498303315

### Antologías
- Gabriel Celaya. Trayectoria poética. Antología. Madrid: Editorial Castalia, 1993. ISBN 84-7039-675-7, págs. 394.
- Justo Gárate. Un crítico en las quimbambas. Autobiografía y escritos. San Sebastián: J.A. Ascunce Editor, 1993. ISBN 84-8046-009-1, págs. 316.
- Antología de textos literarios del exilio vasco. San Sebastián: José Ángel Ascunce Editor, 1994. ISBN 84-8046-012-1, págs. 330.
- Gabriel Celaya. Primeras tentativas poéticas. Valencia: Editorial Denes, 2000. ISBN 84-88578-89-X págs. 102.
- León Felipe. Antología poética (En colab. Emma Jara-Torrent). La Coruña: Ediciones do Castro, 2007. ISBN 978-84-8485-264-3, págs. 349.
- Teodoro Olarte Sáez del Castillo: Antropología filosófica y cultura personal (En colab: María Luisa San Miguel y Alex Jiménez). Vitoria: Ayuntamiento de Vitoria, 2008. ISBN 978-84-96845-11-4 206 p.

### Prólogos y epílogos
- “Eugenio Imaz: tras las huellas de una utopía imposible”, “Prólogo” en Eugenio Imaz I: La fe por la palabra. San Sebastián: Universidad de Deusto, 1989, págs. IX-CLXXIX.
- “A modo de prólogo” en Eugenio Imaz: hombre, obra y pensamiento. Madrid-México: Fondo de Cultura Económica, 1990. ISBN 84-375-0296-9, págs. 7-14.
- “Prólogo” en Ernestina de Champourcin. Poesía a través del tiempo. Barcelona: Editorial Anthropos, 1991, págs. IX-LXV.

“Gabriel Celaya: hombre de un tiempo, poeta en el tiempo”. Introducción biográfica y crítica en Gabriel Celaya. Trayectoria poética. Antología. Madrid: Editorial Castalia, 1993. ISBN 84-7039-675-7, págs. 7-91.
- “Justo Garate: una vida, un camino”. Epílogo en Justo Garate. Un crítico en las quimbambas. Autobiografía y escritos. San Sebastián: J. A. Ascunce Editor, 1993. ISBN 84-8046-009-1, págs. 281-289.
- “Creación y pensamiento del exilio vasco. Antología de textos literarios” en José Ángel Ascunce: Antología de textos literarios del exilio vasco, San Sebastián, José Ángel Ascunce Editor, 1994, págs. 9-38.
- “El exilio vasco como realidad cultural” en La cultura del exilio vasco I. Pensamiento y creación literaria (En colab. María Luisa San Miguel). San Sebastián: José Ángel Ascunce Editor, 1994. ISBN 84-8046-016-4, pp. 9-54.
- “Prólogo” en Once ensayos en busca de un autor: Alfonso Sastre (Coord. José Ángel Ascunce). Fuenterrabía: Editorial Hiru, 1999. pp. 7-12.
- “Prólogo”, en Gabriel Celaya. Primeras tentativas poéticas. Valencia: Editorial Denes, 2000. ISBN 84-88578-89-X, pp. 9-35.
- “Prólogo” en Ramón Ertze Garamendi. La marcha del mundo (coord. X. Apaolaza y J. A. Ascunce). San Sebastián: Editorial Saturraran, 2002. ISBN 84-931339-8-1, págs. 11-85.
- “Introducción” en Ramón Ertze Garamendi. Suma y resta (coord. X. Apaolaza y J. A. Ascunce). San Sebastián: Editorial Saturrarán, 2000. ISBN 84-931339-3-0, págs. 11-31.
- “El relato breve en Kepa de Derteano”en Kepa de Derteano: En el surco de la tierra (coord. H. Amezaga y J. A. Ascunce). San Sebastián: Editorial Saturraran, 2002. ISBN 84-932271-1-0, págs. 13-62,
- “Kepa de Derteano. Huellas de una vida” en Kepa de Derteano. Quiero acabar con la guerra de mi padre (coord. H. Amezaga y J.A. Ascunce). San Sebastián: Editorial Saturraran, 2002. ISBN 84-932271-2-9, págs. 13-29.
- “A modo de introducción. Regreso a Donosita” en Eugenio Imaz. Asedio a un filósofo (Coords. José Ángel Ascunce y José Ramón Zabala). San Sebastián: Editorial Saturraran, 2002. ISBN 84-932271-0-2, págs. 9-17.
- “Mítica y cultura del exilio vasco” en J. A. Ascunce y M. Nieva: Mítica y cultura del exilio vasco: Ignacio de Loyola y Francisco Javier. San Sebastián, Universidad de Deusto, 2004. ISBN 84-7485-951-4, págs. 9-102.
- “Alfonso Sastre. En el laberinto del drama” en Alfonso Sastre en el laberinto del drama (Coord. José Ángel Ascunce). Fuenterrabía: Editorial Hiru, 2007. ISBN 84-96584-05-4, págs. 7-13.
- “León Felipe: poesía de barro y de luz” en León Felipe: antología poética (Coords. José Ángel Ascunce-Emma Jara Torrent). La Coruña: Ediciones do Castro, 2007. ISBN 978-84-8485-264-3, págs. 9-89.
- “A modo de introducción” en Exilio y Universidad (1936-1955), dos tomos. (Coords. J.A. Ascunce y M. L. San Miguel). San Sebastián: Editorial Saturraran, 2008. ISBN 978-84-934455-5-3, págs.9-13.
- “Vida, obra y pensamiento de un filósofo: Teodoro Olarte” en Teodoro Olarte Sáez del Castillo: Antropología filosófica y cultura personal. Vitoria: Ediciones del Ayuntamiento de Vitoria, 2008. ISBN 978-84-96845-11-4, págs. 7-104.
- “Cervantes en la modernidad. A modo de prólogo” (Coords. José Ángel Ascunce y Alberto Rodríguez). Kassel: Editorial Reichenberger, 2008. ISBN 978-3-937734-56-9, págs. 1-7.
- “Introducción” en Raúl Guerra Garrido. El año del wólfram. Madrid: Editorial Cátedra,, 2010. ISBN 978-84-376-2650-5, págs. 9-81.

### Capítulos de libros
- “El derecho a la memoria y el caso del exilio vasco: la construcción de una geografía emocional”, Felipe Gómez Isa (Dtr.): El derecho a la memoria, Zarauz, Editorial Alberdania, 2006, ISBN 84-96310-85-X, Págs. 325-350.
- “Jorge Oteiza: cuando la piedra se hace palabra”, Jorge Oteiza. Poesía (coord. Gabriel Insausti). Pamplona: Fundación Museo Jorge Oteiza, 2006. ISBN 978-84-922768-4-4 Págs. 141-166.
- “Don Quijote de la Mancha: un ideal de justicia. Expresión de una crítica social”. Don Quijote en el Ateneo. Conmemoración del IV centenario de El Quijote. Madrid: Ateneo de Madrid, 2006. ISBN 84-7731-431-4 Págs. 81-101.
- “Ernestina de Champourcin. Derrotas de una primera poesía”, Ernestina de Champourcin. Mujer y cultura en el siglo XX (coord. Rosa Fernánez – José Ángel Ascunce). Madrid: Editorial Biblioteca Nueva, 2006. ISBN 84-9742-601-0 Págs. 95-116.
- “El Quijote y la memoria afectiva”, El Quijote en Buenos Aires. Lecturas cervantinas en el cuarto centenario (Coords. Alicia Parodi, Julia D´Onofrio y Juan Diego Vila). Universidad de Buenos Aires, Instituto de Filología y Literaturas Hispánicas, 2006. ISBN 950-29-0965-8 Págs. 273-282.
- “El exilio del desencanto vencedor”, Escritores, Editoriales y Revistas del Exilio Republicano de 1939 (Edic. Manuel Aznar Soler). Sevilla: Editorial Renacimiento, 2006.
- “Alfonso Sastre. Últimos días de Emmanuel Kant”, Alfonso Sastre en el laberinto del drama (coord. José Ángel Ascunce). Fuenterrabía: Editorial Hiru, 2007. ISBN 84-96584-05-4 Págs. 167.202.
- “Los exilios del exilio vasco”, España en la encrucijada de 1939. Exilios, culturas e identidades (Coords. Mónica Jato, José Ángel Ascunce y María Luisa San Miguel). Bilbao: Universidad de Deusto, 2007. ISBN 978-84-9830-074-1 Págs. 221-243.
- “Ernestina de Champourcin: dinámica plural de un exilio o los exilios de una exiliada”, Non zeuden emakumeak? La mujer vasca en el exilio de 1936 (coord. José Ramón Zabala). San Sebastián: Editorial Saturraran, 2007, pp. 281-303.
- “Cide Hamete Benengeli: vindicación, marginación y transgresión del “doble” de un autor”, Cervantes en la modernidad (Coords. J. A. Ascunce-Al Jiménez). Kassel (Alemania): Editions Reichenberger, 2008, pp. 23-58.
- “Lecturas y relecturas cervantinas” (Colab. Alberto Rodríguez), Cervantes en la modernidad (Coords. J. A. Ascunce-Alberto Rodríguez). Kassel (Alemania): Editions Reichenberger, 2008, pp. 313-332.
- “Ramón Ertze Garamendi: Una apuesta universitaria”. Exilio y Universidad (1936-1955). Presencias y realidades (Coords. J. A. Ascunce; M. Jato, M. L. San Miguel). San Sebastián: Editorial Saturraran, 2008, pp. 247-261.
- “Los escritores antifascistas vascos durante la Guerra Civil: Euskadi en llamas de Ramón de Belausteguigoitia”. València, capital cultural de la República (1936-1937) Coords. M. Aznar, J. L. Barona y J. Navarro. Valencia: Servicio de Publicaciones de la Universidad de Valencia, 2008, pp. 737-754.
- “Recursos de ideologización en la primera prensa del franquismo. Vértice como ejemplo”. Revista, modernidad y guerra (Coorda. Jordana Mendelson). Madrid: Ministerio de Cultura, 2008, pp. 165-183.
- “Galíndez de Manuel Vázquez Montalbán o el intelectual frente al poder” en Manuel Vázquez Montalbán desde la memoria. Ensayos sobre su obra (Edit. J.M. López de Abiada, A. López Bernasocchi y M. Oehrli). Madrid: Editorial Verbum, 2010, págs. 18-55.
- “Edmundo Barbero. Una vida para el teatro y un teatro para la utopía” en Mercedes Acillona: Exilio e Identidad. Donostia-San Sebastián: Asociación Hamaika Bide, 2014, pp.275-320.

### Artículos
- "Valoración del momento actual de la poesía vasca en castellano". RIEV. Revista Internacional de los Estudios Vascos. Año 41. Tomo XXXVIII. N.º 2 (1993), p. 11-31 ISSN 0212-7016 Donostia-San Sebastián: Eusko Ikaskuntza. http://www.euskomedia.org/PDFAnlt/riev/38/38011031.pdf Archivado el 14 de febrero de 2015 en Wayback Machine.
- "Fuentes para el estudio del exilio vasco". Con Jose Ramon Zabala Agirre. Migraciones & Exilios, n.º 8, AEMIC, diciembre de 2007. 149-162 pp.
- “Conversaciones con el diablo de José Martín Elizondo” en Acotaciones. Revista de Investigación y Creación Literaria. Nº 24. Madrid: R.E.S.A.D., enero-junio de 2010, págs. 35-50.